# 28534 Taylorwilson
28534 Taylorwilson este un asteroid din centura principală de asteroizi.

## Descriere
28534 Taylorwilson este un asteroid din centura principală de asteroizi. A fost descoperit pe 28 februarie 2000 la Socorro, New Mexico, în cadrul proiectului LINEAR. Asteroidul prezintă o orbită caracterizată de o semiaxă mare de 2,26 ua, o excentricitate de 0,07 și o înclinație de 7,5° în raport cu ecliptica.